# Попова Балка (станція)
Попова Балка — невелика вузлова станція Донецької дирекції Донецької залізниці, розташована в селищі міського типу Попова Балка в Україні, Донецькому районі Донецької області. Електрифікована.
17 січня 2025 року постановою Кабінету Міністрів України станцію перейменовано на Попова Балка.

## Споруди
Приміщення вокзалу з касою (працює не цілодобово), вбиральня (старого сільського типу).

## Платформи та колії
Всього платформ 3, дві острівні, одна бічна. Колій всього 6, з них 3 пасажирські, 3 вантажні (з них 1 — заводська, неелектрифікована).

## Маршрути
На станції Попова Балка перетинаються дві лінії Іловайськ — Квашине та Попова Балка — Каракуба. Колії відходять у бік Іловайська, Таганрога (на території України — остання станція Квашине) та Каракуби (в місті Кальміуське).

## Відстані
Відстань до ст. Іловайськ — 15 км, до ст. Амвросіївка — 16 км, до ст. Каракуба — 31 км.

## Рух пасажирських поїздів
У радянські часи через станцію ходило багато електро- та дизель-поїздів, що сполучали Іловайськ та Харцизьк з Таганрогом та Ростовом. Через те, що нині на шляху цих поїздів пролягає державний кордон України та через намагання перевезти в цих поїздах контрабанду, усі вони були скасовані в 2000—2002 роках. Також скасовано пасажирський поїзд сполученням Харків — Ростов-на-Дону.
Тому зараз рух пасажирських поїздів по станції вельми незначний. Раз на три дні на станції зупиняється пасажирський поїзд сполученням Донецьк — Ростов та зворотній Ростов — Донецьк, також по двічі на день — дизель-поїзди сполученням Іловайськ — Квашине та Іловайськ — Каракуба, а також у зворотньому напрямку.
Численні швидкі поїзди, що прямують через Україну на Кавказ, на цій станції не зупиняються, найближча зупинна станція — Іловайськ.
Станом на кінець грудня 2017 р. сайт Яндекс подає інформацію про наявність приміського руху по станції.

## Рух вантажних поїздів
Вантажопотік через ст. Попова Балка зараз значно менший, ніж в радянські часи через пролягання поблизу державного кордону. Проте останніми роками він почав збільшуватись за рахунок відновлення у 2006 році руху вантажних потягів через кордон. Основні напрямки руху вантажних поїздів на Донбас: з Каракуби (щебінь), з Амвросіївки (цемент), з Кавказу (нафта та нафтопродукти). Рух у зворотних напрямках відбувається або з порожніми вагонами, або (рідко) з вугіллям та продуктами його переробки.